# آیدین (شهود)
آیدین (به ترکی استانبولی: Aydın) یک منطقهٔ مسکونی در ترکیه است که در شهود (شهر) واقع شده‌است.